# Nils Ericsonterminalen

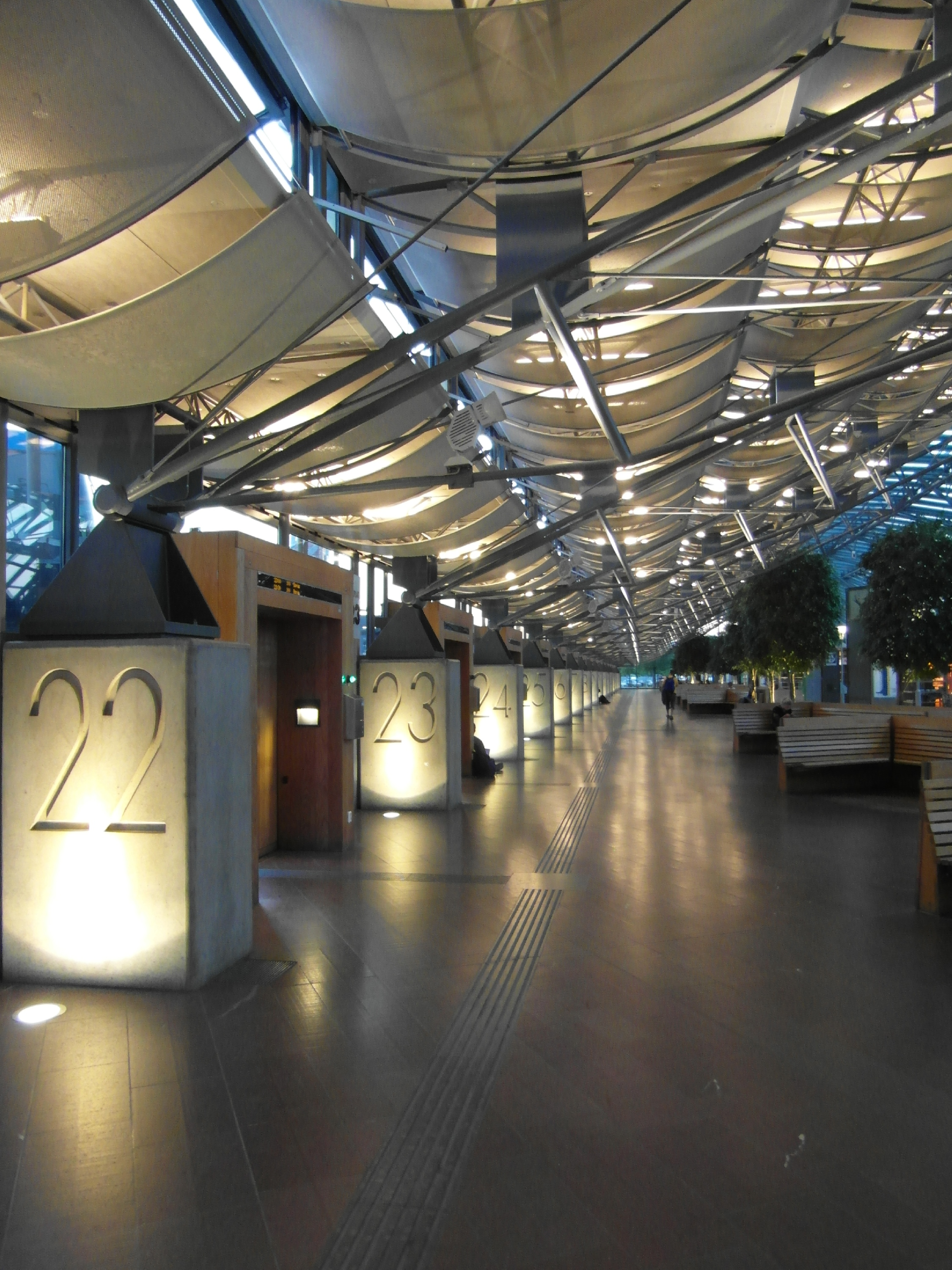
Nils Ericsonterminalen Gate 22 mfl

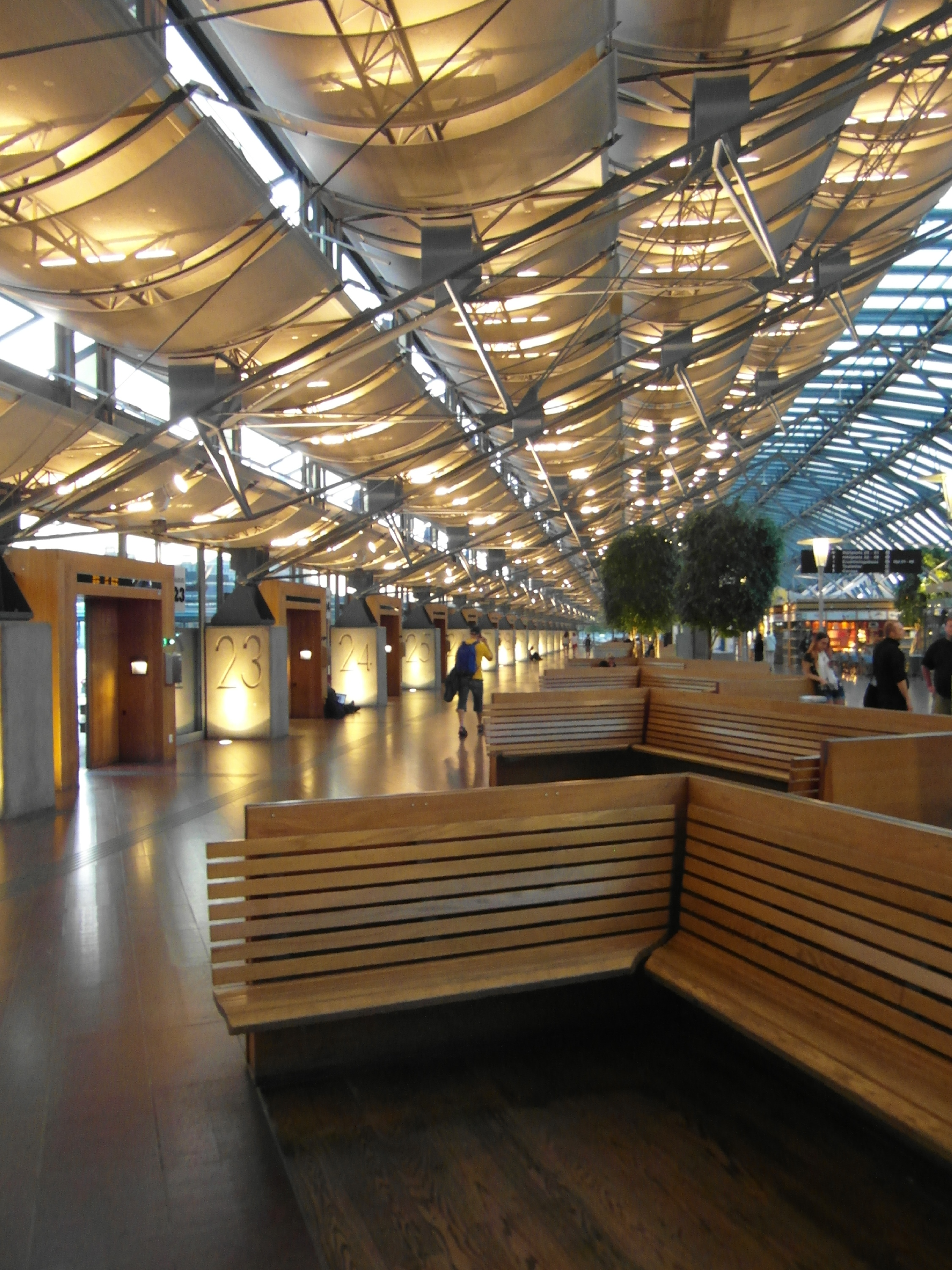
Soffor på Nils Ericsonterminalen

Nils Ericsonterminalen (officiellt Nils Ericson Terminalen) är Göteborgs centrala bussterminal. Den ritades av den norske arkitekten Niels Torp och togs i bruk 1996. Byggnaden tilldelades samma år Kasper Salin-priset och blev nominerat till Årets Ljus. Året därefter erhölls Europeiska Stålbyggnadspriset (European Steel Award for Steelstructures) och Stenpriset. Byggherre var Göteborgsregionens Lokaltrafik AB (nuvarande Västtrafik AB). Ägare och förvaltare är från 2019-01-01 Västra Götalandsregionens fastighetsförvaltning Västfastigheter.
Terminalen ligger vid Nils Ericsonsplatsen, i anslutning till Göteborgs centralstation för järnvägstrafik och Centralhuset. Nils Ericsonsplatsen var redan innan terminalen byggdes en etablerad knutpunkt för busstrafiken. Platsen skiljs från det stora köpcentrumet Nordstan genom Nils Ericsonsgatan. Den spårvagnshållplats som ligger närmast terminalen är Nordstan på Nils Ericsonsgatan. Terminalen, platsen och gatan har fått namn efter järnvägsplaneraren Nils Ericson som drog fram Västra stambanan till Göteborg.

## Byggnaden
Byggnaden har väggar och tak helt i glas och stål och bildar en 150 meter lång vänthall med mycket ljus. Logistiken är tydlig med gater och väntzon längs ena sidan och servicefunktioner längs andra sidan. Inredningen är genomgående i naturmaterial; kalkstensgolv, bänkar och servicebodarna i ljust ekträ, vilka är byggda så att det framstår att de är byggda inuti vänthallen. Granit finns både interiört som exteriört i form av entréportar och vid respektive gate. I terminalens södra ände finns en tvärgående byggnadsdel. På ovanvåningen finns personalutrymmen och trafikledning med uppsikt över ankommande och avgående bussar. Byggnaden ansågs vara mycket modern och funktionell när den byggdes. Bussarna ankommer till gater och får hjälp av backkameror när de ska avgå, något som var ovanligt när terminalen byggdes.

## Busstrafik och utbud
Terminalbyggnaden har 18 hållplatser (gate nr 21-38), plus tre alldeles utanför vid norra gaveln (nr 39-41). Fjärrbussar använder mest nr 38-41.
Före april 2007 användes nr 51-58 som låg runt 100 meter längre österut, och till 2011 för ersättningsbussar för tåg, men de är nedlagda nu. Nr 42-49, som öppnades i februari 2012 användes för ersättningsbussar och vissa regionbussar, men stängdes 2018 för bygget av Västlänken. Som ersättning byggdes en separat busstation vid Åkareplatsen söder om centralstationen. Våren 2019 revs även gate 39-41 för bygget av Västlänken.
I terminalen finns förutom Västtrafiks Kundservice (före detta Tidpunkten) också bland annat snabbmatsrestauranger, kiosker och resebyråer. I direkt anslutning ligger centralstationens byggnad Centralhuset, med ett bredare utbud av butiker och restauranger.

## Ombyggnation i samband med Västlänken
Under 2020 monterades delar av terminalen i norr ned i syfte att ge plats åt arbeten för järnvägstunneln Västlänken. Denna del kommer att monteras upp igen inför den nya centrala huvuduppgången från Station Centralen genomförs. I juni 2018 öppnades som ersättning en mindre bussterminal, Åkareplatsen resecentrum, söder om centralstationen.

## Bilder

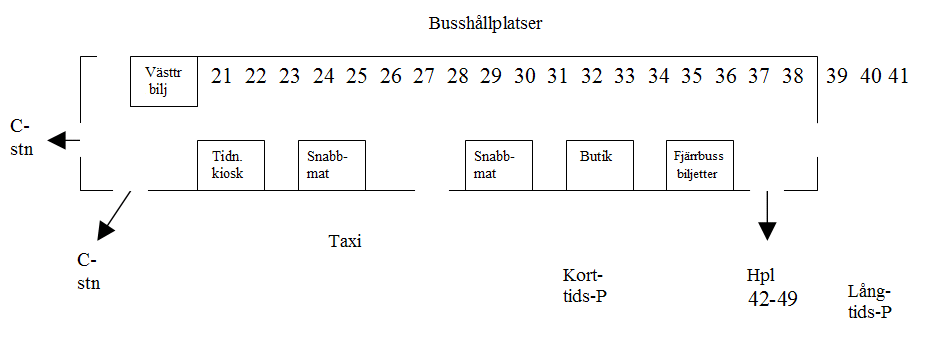
Plan över terminalen.

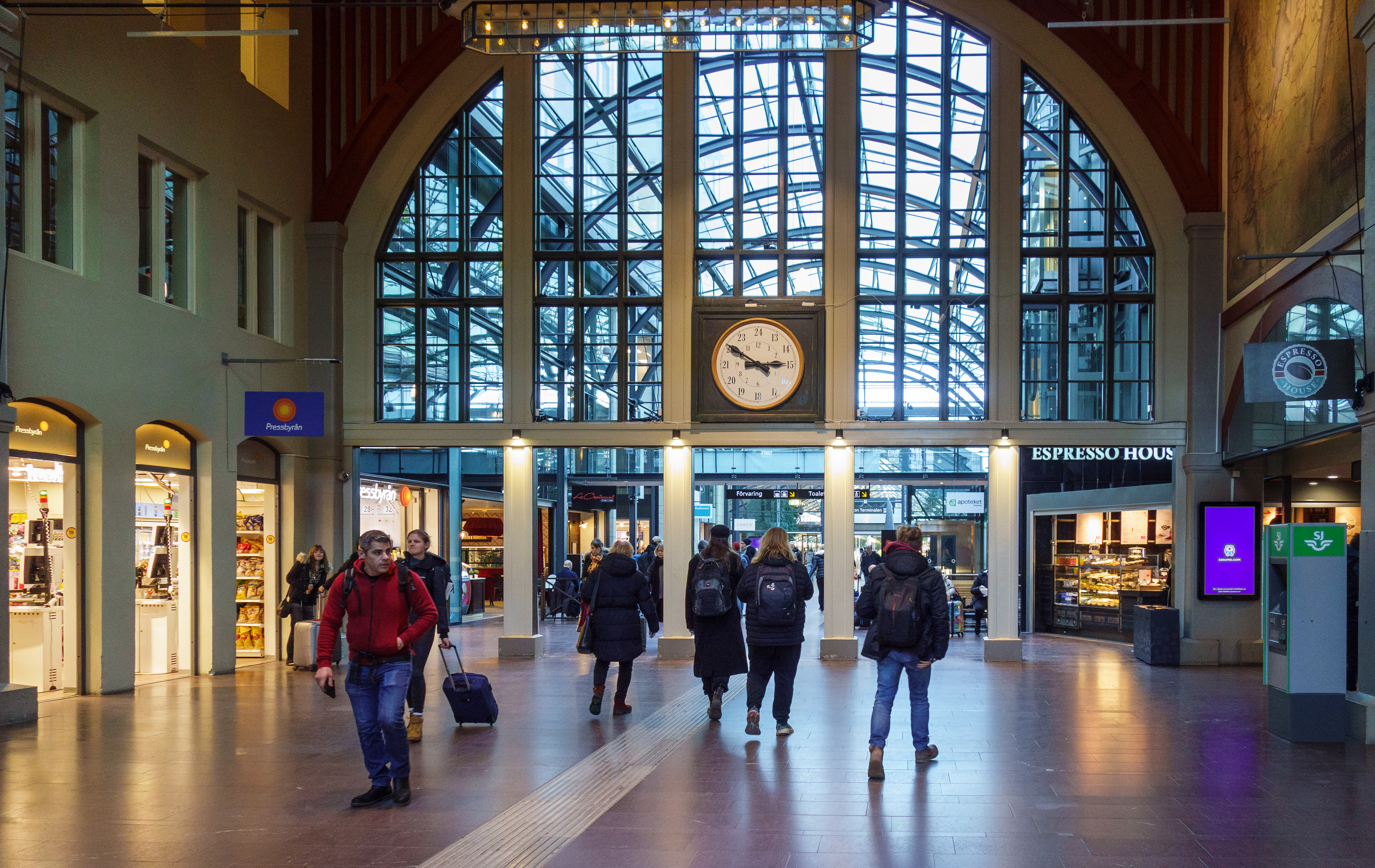
Entré från Centralstationen
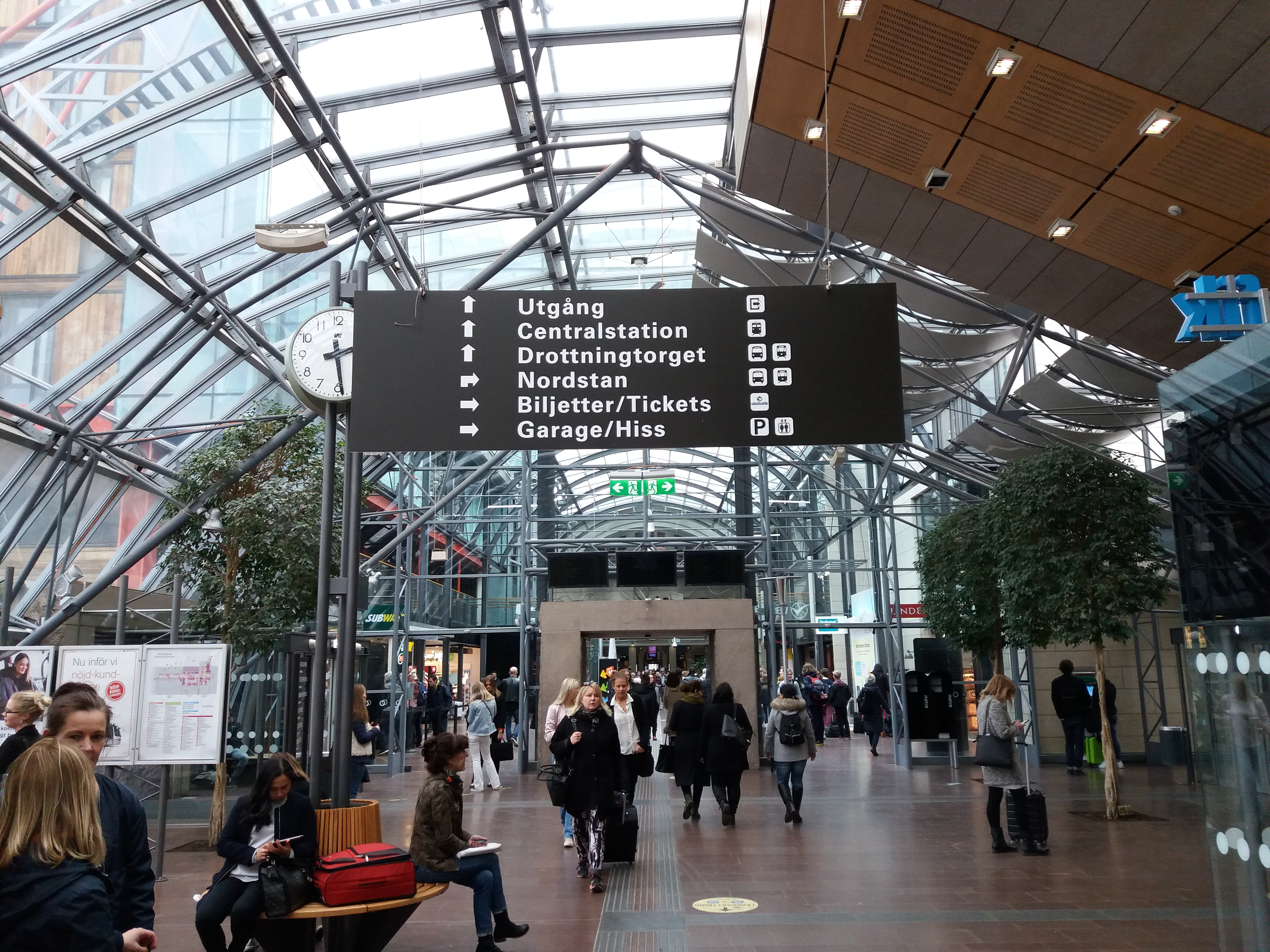
Terminalbyggnadens interiör.
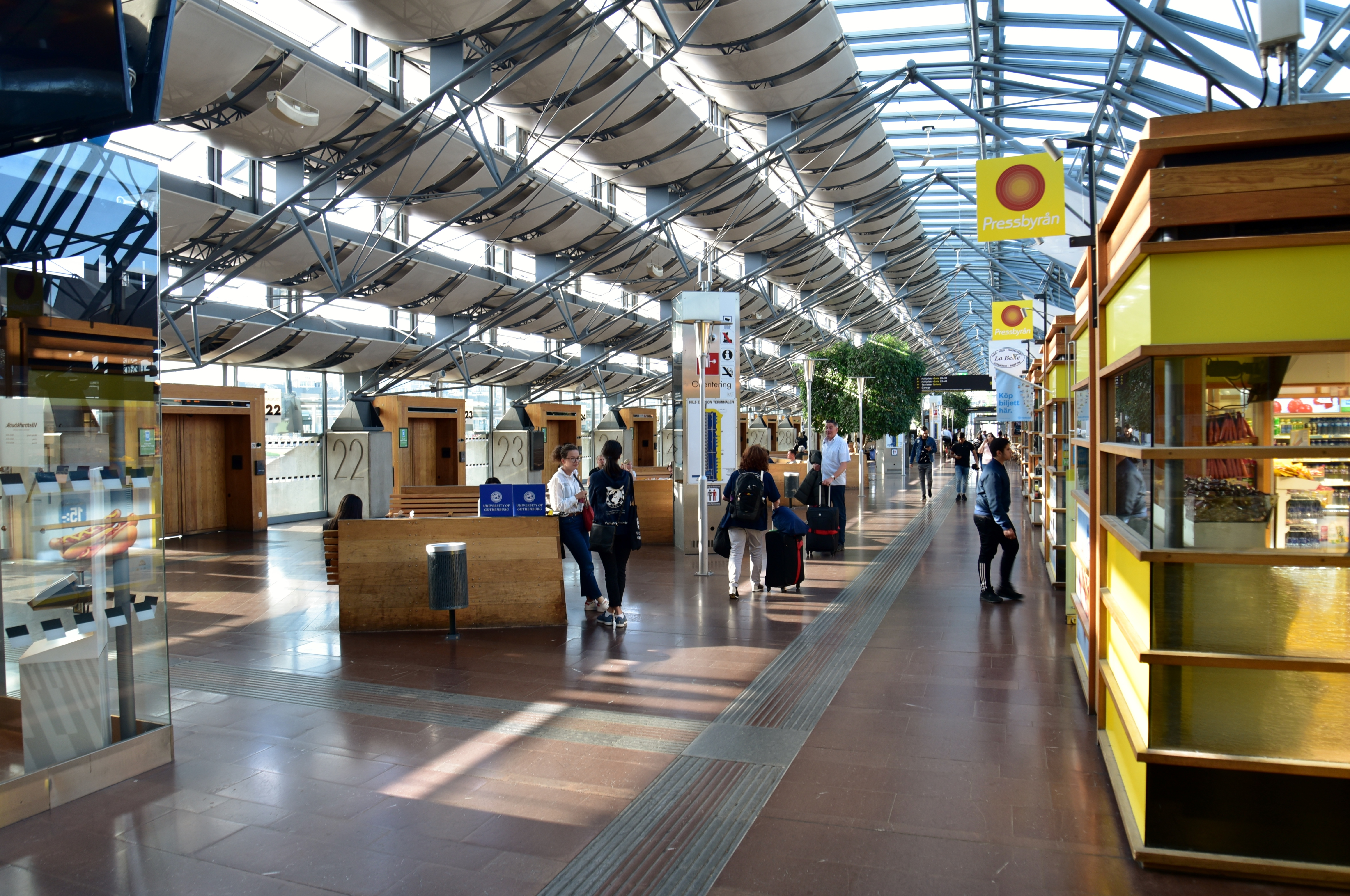
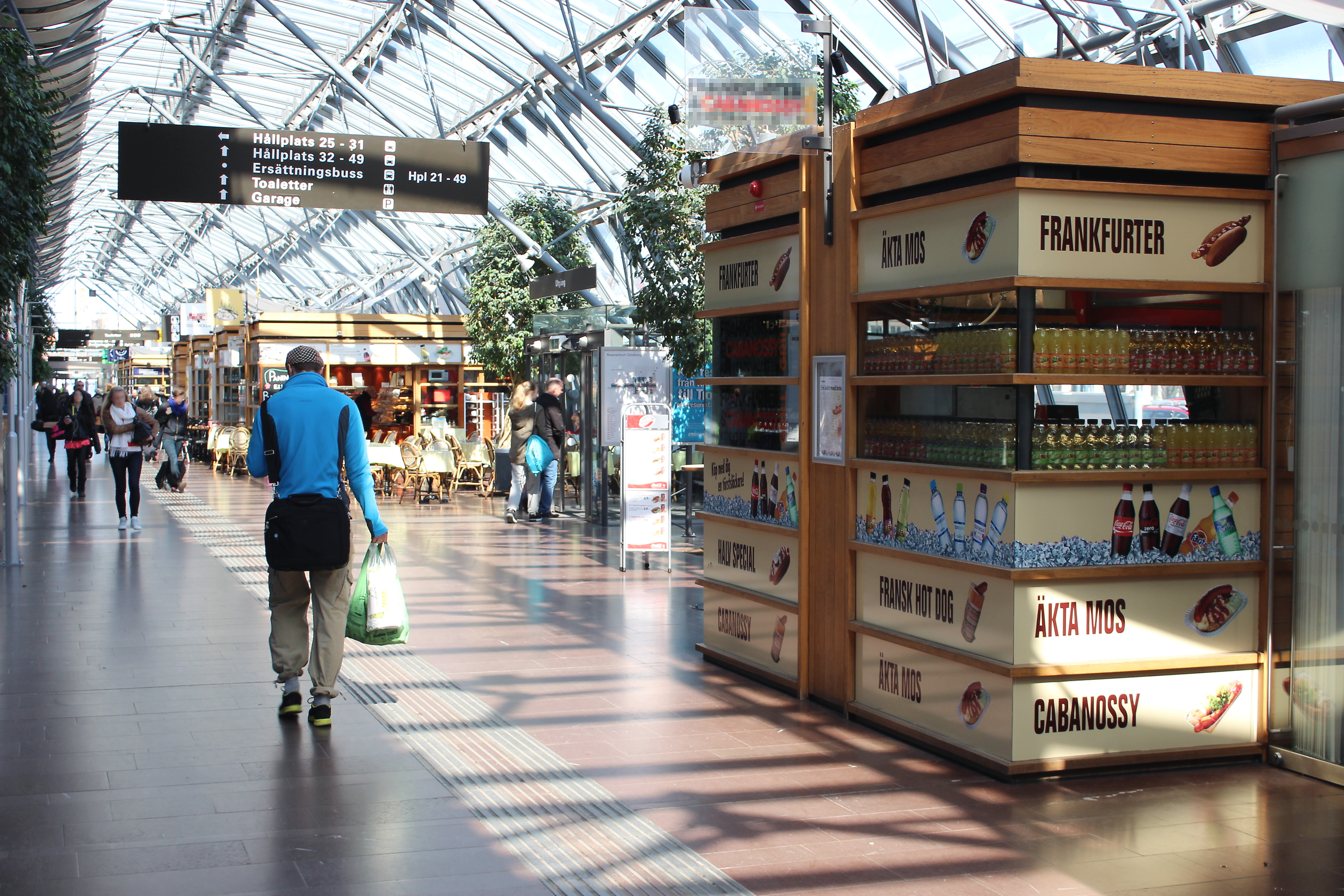